# Ministère des Travaux publics (Espagne)
Le ministère des Travaux publics et de l'Urbanisme d'Espagne (Ministerio de Obras Públicas y Urbanismo de España) était un département ministériel du gouvernement espagnol entre 1931 et 1991.

## Missions

### Fonctions
Le ministère des Travaux publics et de l'Urbanisme était chargé de proposer et d'exécuter les lignes directrices générales de l'action gouvernementale qui concernaient les routes, les travaux hydrauliques, les ports, le littoral, l'architecture, la construction, le logement, à l'urbanisme et l'environnement.

### Organisation
Le ministère des Travaux publics et de l'Urbanisme s'organisait de la façon suivante,, : 
- Ministre des Travaux publics et de l'Urbanisme (Ministro de Obras Públicas y Urbanismo) ; 
  - Direction générale de la Programmation et de la coordination économiques ;
  - Sous-secrétariat des Travaux publics et de l'Urbanisme (Subsecretaría de Obras Públicas y Urbanismo) ; 
    - Secrétariat général technique ;
    - Direction générale des Services ;
    - Direction générale des Routes ;
    - Direction générale des Travaux hydrauliques ;
    - Direction générale des Ports et du Littoral ;
    - Direction générale pour le Logement et l'Architecture ;
    - Direction générale de l'Institut géographique national ;

  - Secrétariat général à l'Environnement (Secretaría General de Medio Ambiente) ; 
    - Direction générale de la Politique environnementale ;
    - Direction générale de l'Aménagement et de la Coordination environnementaux.

## Histoire
Le ministère des Travaux publics (Ministerio de Obras Públicas) est créé en 1931, peu après la proclamation de la IIe République, par démembrement du ministère de l'Équipement (Ministerio de Fomento). Il est rattaché brièvement deux fois au ministère des Transports, pour former tout d'abord le ministère des Travaux publics et des Communications (Ministerio de Obras Públicas y Comunicaciones), de 1935 à 1936, puis le ministère des Communications, des Transports et des Travaux publics (Ministerio de Comunicaciones, Transportes y Obras Públicas) entre 1937 et 1938.
Avec l'arrivée au pouvoir du franquisme, en 1939, il récupère les compétences sur les transports, qu'il conserve jusqu'en 1977, année où le ministère des Transports est reformé et où celui des Travaux publics, ayant récupéré les compétences du ministère du Logement (Ministerio de Vivienda), mis en place en 1957, devient le ministère des Travaux publics et de l'Urbanisme (Ministerio de Obras Públicas y Urbanismo).
Il disparaît en 1991, lorsqu'il est rassemblé au ministère des Transports.

## Titulaires à partir de 1977
| Nom                                              | Nom                         | Dates du mandat | Dates du mandat | Parti | Gouvernement(s)       |
| ------------------------------------------------ | --------------------------- | --------------- | --------------- | ----- | --------------------- |
|                                                  | Joaquín Garrigues Walker    | 05.07.1977      | 01.03.1979      | UCD   | Suárez II             |
|                                                  | Jesús Sancho Rof            | 06.04.1979      | 29.01.1981      | UCD   | Suárez III            |
|                                                  | Luis Ortiz González         | 26.02.1981      | 28.10.1982      | UCD   | Calvo-Sotelo          |
|                                                  | Julián Campo                | 02.12.1982      | 05.07.1985      | PSOE  | González I            |
|                                                  | Javier Sáenz de Cosculluela | 05.07.1985      | 12.03.1991      | PSOE  | González I, II et III |
| Ministère de l'Équipement (depuis le 12.03.1991) |                             |                 |                 |       |                       |